# Colombe de Jamaïque
Leptotila jamaicensis
Espèce
Statut de conservation UICN

 LC  : Préoccupation mineure
La Colombe de Jamaïque ou Colombe de la Jamaïque (Leptotila jamaicensis) est une espèce d’oiseau appartenant à la famille des Columbidae.

## Description
Le front et la partie intérieure de la calotte sont blancs passant au gris bleuté à l’arrière de la tête et sur la nuque qui sont satinés de bronze métallique, de vert-bronze ou de violet. L’arrière du cou et ses côtés sont bronze cuivré métallique brillant ou violet, passant du vert bronze au vert bleuâtre ou au bleu verdâtre sur l’extrême de la  partie basse de l’arrière du cou. Le reste des parties supérieures sont brun-olive, légèrement satiné de bronze, l’extrême partie du haut du dos est parfois satiné de violet foncé ou de bronze cuivré, le brun des parties supérieures devenant un peu plus grisâtre sur la partie postérieure. La couverture des primaires, et les primaires, sont brun grisâtre foncé, ces dernières (particulièrement les plus longues) sont bordées distalement de brun pâle ou de cannelle. Les rectrices médianes sont masquées de noir (ou parfois plus grisâtres), les autres rectrices gris foncé ou gris brunâtre devenant plus ou moins foncé subterminalement et sont terminées par du blanc qui s’élargit progressivement vers la rectrice la plus externe qui est finement bordée de blanc. Les régions malaire, sous-orbitaire et auriculaire sont gris rosâtre très pâle(ou gris souris pâle) passant au blanc sur le menton et la gorge. L’avant-cou et la poitrine sont de couleur vinacé grisâtre très pâle ou fauve-vinacé pâle rosâtre virant au blanc au bas de la poitrine et sur l’arrière des parties inférieures. Les axillaires et la couverture sous-alaire sont cannelle-fauve terne ou brun. La partie basse des rémiges est semblable mais légèrement plus pâle passant au gris brunâtre distalement. Le bec est noir, l’iris blanchâtre avec un anneau extérieur rougeâtre et les pattes sont laquées de rouge.

La femelle est semblable au mâle et difficilement distinguable mais, généralement, elle a le front moins blanc (teinté de gris bleuté). Le bronze cuivré métallique du cou est également moins brillant et l’arrière du cou et la poitrine sont plus grisâtres.

## Sous-espèces
D'après la classification de référence (version 11.1, 2021) du Congrès ornithologique international, cette espèce est constituée des quatre sous-espèces suivantes (ordre phylogénique) :
- Leptotila jamaicensis collaris, (Cory, 1886) ;
- Leptotila jamaicensis gaumeri, (Lawrence, 1885) ;
- Leptotila jamaicensis jamaicensis, (Linnaeus, 1766) ;
- Leptotila jamaicensis neoxena, (Cory, 1887).